# Dryopteris australis
Dryopteris australis är en träjonväxtart som först beskrevs av Edgar Theodore Wherry, och fick sitt nu gällande namn av Small. Dryopteris australis ingår i släktet Dryopteris och familjen Dryopteridaceae. Inga underarter finns listade.